# Alba Ribas i Benaiges
Alba Ribas i Benaiges (5 de gener de 1988) és un actriu catalana amb estudis d'interpretació a l'Escola Eolia i a l'Escola Youlaki i de dansa clàssica a l'Escola Área amb Mariana Giustina.
Ha treballat en pel·lícules com Diari d'una nimfòmana dirigida per Christian Molina, Animals dirigida per Marçal Forés, XP3D dirigida per Sergi Vizcaíno, Barcelona, nit d'estiu dirigida per Dani de la Orden, El cadàver d'Anna Fritz dirigida per Hèctor Hernández Vicens i al curtmetratge Mi nombre es Álex dirigit per Gerardo Vieytes.
Va formar part del videoclip català "El Bosc", del grup català Ix! i de "Mudas y Escamas", de Sr. Chinarro.

## Filmografia
| Any  | Pel·lícula              | Personatge | Direcció                |
| ---- | ----------------------- | ---------- | ----------------------- |
| 2008 | Diari d'una nimfòmana   | Val        | Christian Molina        |
| 2011 | XP3D                    | Diana      | Sergi Vizcaíno          |
| 2013 | Barcelona, nit d'estiu  | Katherine  | Dani de la Orden        |
| 2013 | El cadàver d'Anna Fritz | Anna Fritz | Hèctor Hernández Vicens |
| 2016 | 100 metros              |            |                         |

## Televisió
| Any       | Sèrie           | Personatge | cadena   |
| --------- | --------------- | ---------- | -------- |
| 2011-2012 | El barco        | Sol        | Antena 3 |
| 2016-     | Cites           | Sara       | TV3      |
| 2018-2019 | Derecho a Soñar | La1        |          |